# شهرستان کاس (ایندیانا)
شهرستان کاس، ایندیانا (به انگلیسی: Cass County, Indiana) شهرستانی در ایالات متحده آمریکا است که در ایندیانا واقع شده‌است.